# Роудрънър Юнайтед
Роудрънър Юнайтед (на английски: Roadrunner United) е проект, създаден от метъл лейбъла Roadrunner Records в чест на 25-ата годишнина от създаването му. Албумът излиза на 11 октомври 2005 (10 октомври във Великобритания).
В албума взимат участие четири тима изпълнители, като всеки отбор си има капитан. Четиримата капитани са следните:
- Джой Джордисън (Слипнот, Murderdolls)

- Мат Хеви (Тривиум)

- Дино Казарес (Asesino, ex-Brujeria, ex-Fear Factory)

- Роб Флин (Машин Хед)

Те повеждат 57 музиканти от 45 бивши и настоящи групи, издавани от Roadrunner Records, за да създадат 18 песни. Идеята за този проект е на генералния мениждър на лейбъла за Великобритания, Марк Палмър, и на представителя от САЩ, Монте Конър. Албумът-проект е координиран от Лара Ричърдсън.

## Списък с песните в албума
1. The Dagger – 5:31
2. "The Enemy" – 4:44
3. "Annihilation by the Hands of God" – 5:33
4. In the Fire – 4:07
5. The End – 3:35
6. Tired 'N Lonely – 3:37
7. Independent (Voice of the Voiceless) – 4:51
8. Dawn of a Golden Age – 4:09
9. The Rich Man – 6:49
10. No Way Out – 3:27
11. Baptized in the Redemption – 3:19
12. Roads – 2:24
13. "Blood & Flames" – 5:38
14. Constitution Down – 5:04
15. "I Don't Wanna Be (A Superhero)"
16. Army of the Sun – 3:48
17. No Mas Control – 3:01
18. Enemy of the State – 5:08